# Sfruz
Sfruz (in passato italianizzato come Sfruzio) è un comune italiano di 370 abitanti della provincia di Trento.
La patrona è sant'Agata, alla quale è dedicata la bella chiesetta del paese, seicentesca con campanile del 1747.
Sfruz si trova a 1012 m s.l.m., alle pendici del monte Roen, raggiungibile da molte zone, ad esempio dalla località 7 Larici e dalla Predaia dove sono presenti un rifugio e impianti di risalita. Il rifugio e gli impianti di risalita partono dall'omonimo passo.

## Storia
Sfruz ha origini antiche: il nome del paese dovrebbe trarre origine dal latino "segetes et fruges"  ossia vettovaglie di grano e alimentari. Forse qui i romani avevano un presidio di rifornimenti vista la vicinanza del paese di Vervo' già castellum militare romano. Durante l'edificazione della scuola elementare ad inizi 900 vennero alla luce delle tombe romane a tegoloni.

### Simboli
Lo stemma e il gonfalone sono stati adottati dal consiglio comunale il 20 aprile 1984 e approvati con deliberazione della Giunta provinciale del 5 ottobre 1984, n. 9955.
Stemma
Vi sono rappresentati i prodotti dell'economia locale: un fiore di patata e una stufa a olle.
Gonfalone

## Monumenti e luoghi d'interesse
- Chiesa di Sant'Agata

## Società

### Evoluzione demografica
Abitanti censiti

### Tradizioni e folclore
Paese agricolo, legato alla coltura della patata di Sfruz, vanta tradizioni artigianali: oreficeria, lavorazione del legno, ma soprattutto la costruzione di stufe a olle, realizzate con un particolare "segreto" tramandato da padre in figlio e sino all'inizio del secolo esportate persino in Austria e nei paesi del Nord Europa (Cremlino compreso).
La prima documentazione che testimonia la presenza di maestri fornelari nell'abitato di Sfruz è del 1532 e consiste nell'approvazione della carta di regola del Comune di Vervò. In questo documento si legge la firma di un certo maestro Cristoforo Cavos da Fruzo. Gli anni a cavallo tra il XVIII e il XIX furono ricchi di documentazione scritta riguardante la produzione di stufe ad olle, oltre alla numerosa e registrata presenza di stufe conservate sia in residenze aristocratiche, sia in abitazioni private. In particolare, si fa riferimento al ritrovamento di un libretto di 298 pagine contenente le registrazioni delle stufe prodotte dalla famiglia Cavosi tra il 1792 e il 1854. In quest'arco di tempo di circa 62 anni dalla fornace dei Cavosi uscirono, su ordinazione, 1121 stufe. Anche se a Sfruz a partire dagli inizi del XX secolo le fornaci si spensero definitivamente, la costruzione di questi manufatti nei territori europei continua anche al giorno d'oggi.
Tra le specialità gastronomiche le carni insaccate, come la tradizionale mortandela.

### Riconoscimenti
All'ingresso del paese di Sfruz è stato posto nell'anno 2017 un cartello stradale con la frase: "Attenzione, rallentare. In questo paese i bambini ancora giocano per strada". Grazie a questo il Comune di Sfruz è stato definito Amico dei Bambini e l'otto novembre 2017 ha ricevuto la speciale menzione della seconda edizione del Premio Nazionale Sicurezza Stradale basta sangue sulle strade indetto dall'Associazione Famigliari e Vittime della Strada. Il Premio, in collaborazione con Polizia di Stato, Confindustria Ancma ed Eicma, viene assegnato a varie personalità del mondo delle istituzioni, dello sport, del giornalismo e dell’imprenditoria che si sono particolarmente distinte nel corso dell’anno con iniziative volte a diffondere la cultura della sicurezza stradale, nostra prioritaria missione

## Amministrazione
| Periodo           | Periodo         | Primo cittadino | Partito      | Carica      | Note |
| ----------------- | --------------- | --------------- | ------------ | ----------- | ---- |
| 24 luglio 1980    | 4 luglio 1985   | Francesco Biasi | Lista civica | Sindaco     |      |
| 5 luglio 1985     | 14 giugno 1990  | Francesco Biasi | Lista civica | Sindaco     |      |
| 15 giugno 1990    | 3 giugno 1985   | Francesco Biasi | Lista civica | Sindaco     |      |
| 4 giugno 1995     | 13 maggio 2000  | Francesco Biasi | Lista civica | Sindaco     |      |
| 14 maggio 2000    | 8 maggio 2005   | Enrico Fedrizzi | Lista civica | Sindaco     |      |
| 9 maggio 2005     | 16 maggio 2010  | Elena Biasi     | Lista civica | Sindaca     |      |
| 17 maggio 2010    | 10 maggio 2015  | Elena Biasi     | Lista civica | Sindaca     |      |
| 11 maggio 2015    | 13 giugno 2016  | Elena Biasi     | Lista civica | Sindaca     |      |
| 14 giugno 2016    | 6 novembre 2016 | Marco Endrizzi  |              | Comm. pref. |      |
| 7 novembre 2016   | in carica       | Andrea Biasi    | Lista civica | Sindaco     |      |
| 21 settembre 2020 | in carica       | Andrea Biasi    | Lista civica | Sindaco     |      |